# 1980 BA
1980 BA är en asteroid i huvudbältet som upptäcktes den 21 januari 1980 av Harvard College Observatory.